# 1080° Snowboarding
1080° Snowboarding es un videojuego de carreras y práctica de trucos de snowboarding desarrollado y publicado por Nintendo para la Nintendo 64 y lanzado el 1 de abril de 1998 en Estados Unidos. Antes del lanzamiento del juego, la consola solo contaba en el género del snowboard del mencionable Snowboard Kids.

## Sistema de juego
El juego se controla de una manera similar a los personajes jugables en la serie Tony Hawk's Pro Skater. Sin embargo, el objetivo principal es competir a modo de carrera y contra reloj, contra otro jugador. El segundo objetivo es establecer el récord de sumatoria total de puntos en el mejor performance de trucos sobre la tabla en el modo Trick attack. En los modos de carrera se utiliza el stick análogo para señalar la dirección de movimiento, el botón A , para el salto( mantener presionado y soltar), el botón Z , para agacharse y lograr mayor velocidad y aceleración en curvas, el botón R, para cambiar el pie principal derecho o izquierdo, el botón C-arriba, para cambiar la posición de la cámara, atrás, arriba-atrás y una perspectiva de primera persona. Para realizar trucos, utilizamos las mismas acciones, pero el botón B, ejecuta junto a la combinación de movimientos del stick ciertos trucos, el botón R permite en el aire los giros corporales: 360, 540 ; y la combinación giro total en contra o favor de las manecillas del reloj y los botones B y después Z, generan los trucos: 720,900, y el famoso 1080. La gran dificultad del juego recaía en tomar algunas curvas con buena velocidad, y no sufrir accidentes, caer en el suelo con buena velocidad cuya característica era observar el suelo y caer en favor de la pendiente y ejecutar una mezcla de combo de trucos que sumaban un buen porcentaje, en especial realizar uno con el giro 1080.

## Personajes
Hay cinco personajes principales en el juego con las siguientes características.
| Nombre del personaje | Técnica | Velocidad Máxima | Balanceo | Fuerza | Salto | Detalles Personales       | Sexo   |
| -------------------- | ------- | ---------------- | -------- | ------ | ----- | ------------------------- | ------ |
| Kensuke Kimachi      | 8       | 8                | 6        | 7      | 6     | Japonés de 19 años        | Hombre |
| Ricky Winterborn     | 10      | 4                | 7        | 4      | 10    | Canadiense de 17 años     | Hombre |
| Dion Blaster         | 4       | 10               | 5        | 8      | 4     | Inglés de 28 años         | Hombre |
| Rob Haywood          | 8       | 9                | 7        | 6      | 6     | estadounidense de 21 años | Hombre |
| Akari Hayami         | 8       | 5                | 9        | 3      | 8     | Japonesa de 17 años       | Mujer  |

También se puede desbloquear más personajes. Como el Oso Panda, el hombre de hielo plateado y el hombre dorado.

## Tablas
es del nintendo 64
Tras seleccionar un personaje tendremos que seleccionar una tabla con sus distintas características.
| Nombre de la tabla | Eje de control | Aceleración | Respuesta | Estabilidad | Flexibilidad |
| ------------------ | -------------- | ----------- | --------- | ----------- | ------------ |
| Tahoe 151          | 9              | 10          | 10        | 9           | 7            |
| Merlot 147         | 5              | 6           | 6         | 6           | 5            |
| B- Line 149        | 8              | 7           | 6         | 6           | 6            |
| Scout 156          | 8              | 8           | 8         | 7           | 7            |
| Tahoe 155          | 9              | 10          | 10        | 9           | 8            |
| Scout Ltd 162      | 8              | 8           | 8         | 7           | 9            |
| Merlot 143         | 5              | 6           | 5         | 6           | 4            |
| B-Line 154         | 8              | 7           | 6         | 6           | 6            |

Tras seleccionar la tabla se debe seleccionar entre dos maneras de colocar los pies: Regular (pie izquierdo delante) o Goofy (pie derecho delante).

## Modos de juego
El juego permite varios estilos de carrera.

### Match race
Es el modo principal de carrera. Se puede escoger el grado de dificultad de la ronda de carreras (easy, medium y hard) y competir contra otro jugador controlado por la consola. El objetivo del juego es completar las pistas de cada dificultad en el menor tiempo y ganarle al contrincante.En cada dificultad se sumaba una pista nueva, o en condiciones climáticas diferentes, que reducían la visibilidad y la dificultad de movimiento. Durante la carrera hay obstáculos que se deben sortear, un indicador de tiempo, y un indicador de nivel de salud, que se va reduciendo caída tras caída, al finalizar el nivel se pierde la partida, con posibilidad de volver a jugar la misma pista y perder un continue que está indicado con unos pequeños dibujos de la tabla escogida, en la pantalla durante la carrera. Tres veces sufridos accidentes o llegadas en segundo lugar y se perderá totalmente la partida. La pista Deadly fall solo estará habilitada para el resto del juego después de haber completado todos los niveles de dificultad.
| Nombre de la tabla/Número del circuito | Circuito 1º  | Circuito 2º  | Circuito 3º   | Circuito 4º      | Circuito 5º | Circuito 6º |
| -------------------------------------- | ------------ | ------------ | ------------- | ---------------- | ----------- | ----------- |
| Modo fácil                             | Crystal Lake | Crystal Peak | Golden Forest | Mountain Village | --          | --          |
| Modo medio                             | Crystal Lake | Crystal Peak | Golden Forest | Mountain Village | Dragon Cave | --          |
| Modo difícil                           | Crystal Lake | Crystal Peak | Golden Forest | Mountain Village | Dragon Cave | Deadly Fall |

### Time attack
Es el modo contrarreloj para un solo jugador se debe completar el circuito en el menor tiempo posible. El resultado obtenido se guarda en la memoria del juego.

### Trick attack
En este modo se debe que conseguir la mayor cantidad de puntos mediante las acrobacias en cualquiera de los siete circuitos. La puntuación se guarda, no tenemos contador de daños, pero tendremos la obligación de pasar por ciertas zonas indicadas para la sumatoria de más segundos y continuar haciendo los trucos.

### Contest mode
Se debe conseguir la mayor cantidad de puntos mediante las piruetas a través de cinco pistas que son:
- Crystal Lake.
- Air Mahe.
- Crystal Peak.
- Es un Half Pipe en el cual podremos centrar en las piruetas y donde podremos conseguir mucha puntuación. El único peligro es estar atento a llegar antes de que termine el tiempo.
- Golden Forest.

En Crystal Lake, Crystal Peak y Golden Forest se tendrá que realizar un modo de slalom con unas banderas de color rojo (pasar por lado izquierdo) y azul (pasar por lado derecho) que si pasamos por el lado según el color, velocidad y no haberla tocado nos da más tiempo y puntos.
En este modo, se deben conseguir la mayor cantidad de puntos antes de que se acabe el tiempo de la carrera.

### Dos jugadores
En el modo de dos jugadores, se enfrentan dos personas en la misma pista para establecer el menor tiempo posible. Gana el primer competidor que cruce la meta.

### Training
En este modo se pueden elegir dos caminos de una misma pista: Half Pipe y Libre. En el entrenamiento se pueden ensayar las piruetas para los eventos donde se obtienen puntos por realizar los trucos con la tabla de snowboard. En la pista libre existen ciertas rampas que nos permitirán entrenar para los modos de carrera y la caída en la tabla. En pantalla aparecen las instrucciones para realizar las distintas piruetas o se puede elegir con el botón C-Izquierda.

## Secuelas
1080° Snowboarding fue seguido en el 2003 por 1080° Avalanche lanzado para Nintendo GameCube; sin conseguir el éxito de crítica y de ventas que su antecesor.

## Relanzamientos
1080° Snowboarding ha tenido varios relanzamientos, fue relanzado en las consolas Wii en 2006 y Wii U en 2016, mediante el programa de la consola virtual.
Mediante un Nintendo Direct emitido el 13 de septiembre de 2022, se anunció que el juego llegara en algún momento de 2023 al servicio de Nintendo Switch Online.

## Curiosidades
- 1080° Snowboarding fue usado en Estados Unidos en un cartucho promocional para Nintendo 64. Se te daba solamente un circuito y un personaje. Cuando llevabas diez minutos jugando aparecía Mario en pantalla diciendo : "It's me, Mario. Thank you for playing Nintendo 64. Who's next?"
- Es de los pocos juegos que aparecen marcas comerciales patrocinando el juego, una es la compañía de ropa Tommy Hilfiger y la otra es la compañía de tablas de snowboarding Lamar.
- Se pueden alcanzar más de 100.000 puntos en el Hife pipe.

## Créditos
El equipo (dentro de Nintendo) encargado del juego es:
- Productor ejecutivo (Executive Producer) : Hiroshi Yamauchi.
- Productor (Producer): Shigeru Miyamoto.
- Directores: Masamichi Abe y Mitsuhiro Takano.
- Ayudante del director: Hiro Yamada.
- Programador jefe (Main Programmer): Giles Goddard.
- Programador (Programmer): Colin Reed.
- Programador encargado de la IA y la Cámara (COM AI / Camera Programmer): Shunsaku Kitamura.
- Director artístico (Art Director): Yoshitaka Nishikawa.
- Diseñador de las CG de los personajes (CG Character Designer): Hiroaki Takenaka.
- Diseñador de las CG de los mapas (CG Map Designer): Tomoaki Nakahara.
- Animador 3D (3D Animator): Hideki Okawa.
- Motion Capture: Shinya Takahashi, Tsuyoshi Watanabe, Jin Ikeda e Hiroshi Matsunaga.
- Compositor de sonido (Sound Composer): Kenta Nagata.
- Ingeniero de sonido (Sound Engineer): Hideaki Shimizu.
- Voice Sample: Don Beaver, John Hall, Hiro Yamada, Wataru Yamaguchi, Giles Goddard, Michiko Yomo y Satoru Takizawa.
- Ayuda Técnica: Hironobu Kakui y Shin Hasegawa.
- Encargados del progreso (Progress Management): Kimiyoshi Fukui y Keizo Kato.
- Encargado textos alemanes (Deutscher Text): John D. Kraft.
- Encargado textos franceses (Textes Français): Julien Bardakoff.
- Nuestra más sincera gratitud (Special Thanks to): Atsushi Tejima, Hajime Kitagawa, Jim Wornell, Kayomi McDonald, Colin Palmer, Super Mario Club Staff, EAD Debugging Staff, NOA Debugging Staff, Club Nintendo Redakation, Lamar Snowbards INC y Tommy Hilfiger USA INC.